# FUNKY MONKEY BΛBY'S
FUNKY MONKEY BΛBY'S（ファンキー・モンキー・ベイビーズ）は、ファンキー加藤とモン吉からなる日本の男性2人組音楽ユニット。旧名義は「FUNKY MONKEY BABYS」。2004年に結成され、2006年にメジャーデビュー。元々はDJケミカルとの3人組で活動していたが、2013年に解散。その後、2021年に2人組ユニットとして活動を再開した。

## メンバー
※公式サイトの「PROFILE」に準拠。
- ファンキー加藤（ファンキーかとう） - MC
- モン吉（モンきち） - MC

旧メンバー
- DJケミカル（ディージェイケミカル） - DJ

## 来歴

### 2004年 - 2013年: 結成 - 解散
2004年、元日にグループ結成。
2005年にケツメイシがパーソナリティーを務めていた『MOTHER MUSIC RECORDS』内のデモテープ募集コーナー「デモレンジャー」で決勝戦へ進むも、ナイス橋本に敗れ準優勝となった。
2006年1月25日にシングル『そのまんま東へ』でメジャーデビューし、翌月に1stアルバム『ファンキーモンキーベイビーズ』を発売。8月26日、静岡県静岡市清水区を本拠地とする清水エスパルスのイベント「CHALLENGE 5」の中で「ALWAYS」が採用され、日本平スタジアムにて同曲を披露した。その後も清水エスパルスとはホームページ上のORANGE-TV.jpに出演するなどの関係がある。
2009年3月14日に中国・青島市公演を開催。同年6月18日には初の日本武道館公演を開催。12月31日に「ヒーロー」で第60回NHK紅白歌合戦（NHK総合・ラジオ第1）に初出場
2010年1月28日に八王子市の八王子観光大使に委嘱された。2月10日に初のベスト・アルバム『ファンキーモンキーベイビーズBEST』を発売。5月29日・30日には横浜アリーナでベスト・アルバムの発売を記念したライブが開催された。
2011年5月25日、新築移転されたオリンパスホール八王子（八王子市民会館）が開館することを記念した「FUNKY MONKEY BABYS LIVE」開催。6月19日、岩手県宮古市・山田町にてフリーライブ開催。7月30日に自身初の東京ドーム公演開催を予定していたが、東日本大震災の影響により4月22日に中止を発表。なお、この日は後にCOMPLEXのチャリティーコンサート「日本一心」に変更されている。9月10日、東日本大震災復興応援企画としてケツメイシとともに「みちのく力くらべ 〜いぐべおめぇだづ〜」を宮城県で開催。同年にはケツメイシとの合同で東日本大震災のチャリティーソング「ライジングサン」が制作された。11月16日に京王グループとのタイアップとして、京王八王子駅で「ヒーロー」（1番線）・「あとひとつ」（2番線）が接近メロディとしての使用を開始したほか、翌17日から八王子市内に路線を持つ西東京バスでメンバーがラッピングされた路線バスの運行が開始された。
2012年1月から自身初となる全国アリーナツアー「1st ARENA TOUR 笑って歌ってもりあがァリーナ 〜行くぞ日本!!〜」を開催。11月29日、DJケミカルが実家の寺の住職を継ぐための準備に入ることに伴い、2013年の全国ツアーをもって解散することを発表。
2013年6月1日・2日、東京ドームでラストライブ「おまえ達との道 FINAL in 東京ドーム」を開催し解散。

### 2014年 - 2020年: 解散後
2015年1月1日から24日にかけてGYAO!でこれまでに発表された全24作品のビデオ・クリップを1曲ずつ配信する特別企画が実施され、メジャーデビュー記念日となる同月25日にドリーミュージックのYouTube公式チャンネルでも全24作品のミュージック・ビデオがフルバージョンで公開された。
2016年1月25日にメジャーデビュー10周年を記念して『FUNKY MONKEY BABYS 10th Anniversary “COMPLETE BEST”』、『FUNKY MONKEY BABYS 10th Anniversary Best “LOVE”』、『FUNKY MONKEY BABYS 10th Anniversary Best “YELL”』の3作のベスト・アルバムを発売。3作のジャケットにはDJケミカルが登場した。
2019年2月15日、アクアフリーインベストメントとのコラボレーションにより「告白」の新たなミュージック・ビデオが制作されることが発表され、完成したミュージック・ビデオが翌月14日に公開された。

### 2021年 -: 活動再開
2021年3月11日、東日本大震災から10年を迎えるこの日にTBS系列『音楽の日』（第11回）で解散から8年ぶりに一夜限りの復活。仙台市の楽天生命パーク宮城から中継。
同月16日にファンキー加藤とモン吉の2人体制で改めてグループの活動を再開することを発表。『音楽の日』に向けてのリハーサルを重ねていくなかで、2人で活動していきたい気持ちが芽生えてきたことや、パフォーマンスへの大きな反響やDJケミカルからの後押しもあり、今回の決断に至ったという。グループ名をFUNKY MONKEY BΛBY'Sに変更することも発表した。
2025年5月4日、1年4か月以来となる八王子のみのワンマンライブツアー「桑の都ツアー「全八（ゼンパチ）」」の最終公演を八王子市民会館（J:COMホール八王子）にて開催することを発表。また同日をもってユニバーサルミュージック内のレコードレーベル・Polydor Recordsへの移籍も発表された。

## ディスコグラフィ

### シングル
| 枚   | リリース       | タイトル                     | 販売生産番号                  | 最高位 | ジャケット・PV              |
| ---- | -------------- | ---------------------------- | ----------------------------- | ------ | --------------------------- |
| 1st  | 2006年1月25日  | そのまんま東へ               | MUCD-5087                     | 77位   | そのまんま東                |
| 2nd  | 2006年4月26日  | 恋の片道切符                 | MUCD-5092                     | 31位   | 山田花子                    |
| 3rd  | 2006年6月21日  | ALWAYS                       | MUCD-5096                     | 55位   | ペナルティ                  |
| 4th  | 2007年1月24日  | Lovin' Life                  | MUCD-5107                     | 10位   | 中嶋朋子                    |
| 5th  | 2007年5月23日  | ちっぽけな勇気               | MUCD-5114                     | 8位    | 脇知弘                      |
| 6th  | 2007年10月31日 | もう君がいない               | MUCD-5121                     | 8位    | 戸田恵梨香                  |
| 7th  | 2008年3月26日  | 旅立ち                       | MUCD-5129                     | 10位   | 石田卓也                    |
| 8th  | 2008年7月23日  | 告白                         | MUCD-5133                     | 4位    | 船越英一郎                  |
| 9th  | 2008年11月5日  | 希望の唄／風                 | MUCD-5141                     | 11位   | 北乃きい                    |
| DVD  | 2009年1月28日  | 雪が降る街                   | DXBD-1003                     | 34位   | 杉本彩                      |
| 10th | 2009年2月18日  | 桜                           | MUCD-5146                     | 7位    | 徳井義実                    |
| 11th | 2009年11月18日 | ヒーロー／明日へ             | MUCD-5160 MUCD-9010 MUCD-9011 | 4位    | 羽鳥慎一 中山雅史           |
| 12th | 2010年1月27日  | 涙／夢                       | MUCD-5163 MUCD-9012           | 4位    | 貫地谷しほり（PV） 富田靖子 |
| 13th | 2010年5月12日  | 大切                         | MUCD-5172 MUCD-9013           | 6位    | 成海璃子                    |
| 14th | 2010年8月4日   | あとひとつ                   | MUCD-5174 MUCD-9015/6         | 8位    | 田中将大                    |
| 15th | 2011年3月16日  | ランウェイ☆ビート            | MUCD-5184 MUCD-9017           | 5位    | 瀬戸康史 桜庭ななみ         |
| 16th | 2011年6月8日   | それでも信じてる／ラブレター | MUCD-5186 MUCD-9019 MUCD-9021 | 10位   | 松岡修造 上田晋也           |
| 17th | 2011年11月16日 | LOVE SONG                    | MUCD-5192 MUCD-9025           | 10位   | 優香                        |
| 18th | 2012年2月15日  | この世界に生まれたわけ       | MUCD-5196 MUCD-9029           | 4位    | 松下奈緒                    |
| 19th | 2012年8月29日  | LIFE IS A PARTY              | MUCD-9037 MUCD-5206           | 16位   | ビリー・ブランクス          |
| 20th | 2012年11月21日 | サヨナラじゃない             | MUCD-5208 MUCD-9043           | 17位   | 内村光良                    |
| 21st | 2013年2月27日  | ありがとう                   | MUCD-5215 MUCD-9051           | 4位    | 明石家さんま                |
| 22nd | 2021年9月22日  | エール                       | MUCD-5395                     | 16位   | 大悟                        |
| 23rd | 2022年6月29日  | ROUTE 16                     | MUCD-5400 MUCD-9153/4         |        | 渋谷凪咲（NMB48）           |

### デジタルシングル
| 枚            | リリース      | タイトル | 販売生産番号 | 最高位 | ジャケット・PV     |
| ------------- | ------------- | -------- | ------------ | ------ | ------------------ |
| 配信 限定 1st | 2009年12月9日 | ふるさと | MU1D-1082    |        | DJケミカルによる絵 |
| 配信 限定 2nd | 2023年2月15日 | YOU      |              |        | カンニング竹山     |

### コラボレーション曲
| リリース日    | 曲名           |
| ------------- | -------------- |
| 2011年9月10日 | ライジングサン |

### コンピレーション曲
| リリース日   | 曲名             |
| ------------ | ---------------- |
| 2005年9月7日 | ろくでなしCRUISE |

### アルバム

#### オリジナル・アルバム
| 枚  | リリース       | タイトル                      | 販売生産番号                              | 最高順位 | ジャケット             |
| --- | -------------- | ----------------------------- | ----------------------------------------- | -------- | ---------------------- |
| 1st | 2006年7月19日  | ファンキーモンキーベイビーズ  | MUCD-1143                                 | 15位     | DJケミカル             |
| 2nd | 2007年12月12日 | ファンキーモンキーベイビーズ2 | MUCD-1173                                 | 5位      | DJケミカル             |
| 3rd | 2009年3月4日   | ファンキーモンキーベイビーズ3 | MUCD-8009（初回盤） MUCD-1204（通常盤）   | 1位      | DJケミカル             |
| 4th | 2011年12月21日 | ファンキーモンキーベイビーズ4 | MUCD-8021（初回盤） MUCD-1255（通常盤）   | 1位      | DJケミカル             |
| 5th | 2012年12月26日 | ファンキーモンキーベイビーズ5 | MUCD-8026（初回盤） MUCD-1270（通常盤）   | 2位      | DJケミカル             |
| 6th | 2023年3月29日  | ファンキーモンキーベイビーズZ | MUCD-8173/4（初回盤） MUCD-1509（通常盤） | 9位      | ファンキー加藤、モン吉 |

#### ベスト・アルバム
| 枚  | リリース      | タイトル                                            | 販売生産番号                     | 最高順位            | ジャケット |
| --- | ------------- | --------------------------------------------------- | -------------------------------- | ------------------- | ---------- |
| 1st | 2010年2月10日 | ファンキーモンキーベイビーズBEST                    | MUCD-1222/3 MUCD-8013/4 (CD+DVD) | 1位                 | DJケミカル |
| 2nd | 2013年3月27日 | ファンキーモンキーベイビーズLAST BEST               | MUCD-1280 MUCD-8040 (CD+DVD)     | 1位（プラチナ認定） | DJケミカル |
| 3rd | 2016年1月25日 | FUNKY MONKEY BABYS 10th Anniversary “COMPLETE BEST” | MUCD-1332/9 (7CD+DVD)            |                     | DJケミカル |
| 4th | 2016年1月25日 | FUNKY MONKEY BABYS 10th Anniversary Best “LOVE”     | MUCD-1340（CD）                  |                     | DJケミカル |
| 5th | 2016年1月25日 | FUNKY MONKEY BABYS 10th Anniversary Best “YELL”     | MUCD-1341（CD）                  |                     | DJケミカル |

#### その他のアルバム
| リリース      | タイトル                                     | 販売生産番号 | 最高順位 | ジャケット           |
| ------------- | -------------------------------------------- | ------------ | -------- | -------------------- |
| 2013年5月29日 | MAHALO!ウクレレ ファンキーモンキーベイビーズ | XQEB-1013    |          | DJケミカルを模した猿 |

### 映像作品

#### ライブDVD
| 枚  | リリース       | タイトル                                                     | 販売生産番号            | 最高順位 | ジャケット         |
| --- | -------------- | ------------------------------------------------------------ | ----------------------- | -------- | ------------------ |
| 1st | 2008年3月26日  | First Japan Tour LOVIN' LIVE                                 | MUBD-1019               | 28位     | DJケミカル         |
| 2nd | 2009年9月23日  | FUNKY MONKEY BABYS 日本武道館'09 〜おまえ達との道〜          | MUBD-1027/8             | 11位     | DJケミカル         |
| 3rd | 2012年8月1日   | 1st ARENA TOUR 笑って歌ってもりあがァリーナ 〜行くぞ日本!!〜 | MUBD-1042/3 MUXD-1005   | 2位      | DJケミカル         |
| 4th | 2013年10月30日 | おまえ達との道 FINAL in 東京ドーム                           | MUBD-1047/8 MUXD-1007/8 | -        | FUNKY MONKEY BABYS |

#### ドキュメンタリーDVD
| 枚  | リリース     | タイトル                                                           | 販売生産番号 | 最高順位 | ジャケット          |
| --- | ------------ | ------------------------------------------------------------------ | ------------ | -------- | ------------------- |
| 1st | 2011年4月6日 | ズームしか知らないファンモンのすべて〜目の前には未来が待っている〜 | MUBD-1036/7  | 18位     | DJケミカル 羽鳥慎一 |

### メンバーの参加曲
| アーティスト名          | リリース日    | 曲名           |
| ----------------------- | ------------- | -------------- |
| ファンキー加藤×布袋寅泰 | 2011年8月17日 | さらば青春の光 |

### 参加作品
1. JOY RIDE THE COMPILATION Vol.1 （2005年9月7日、MUCD-1129）
  - 「ろくでなしCRUISE」DJ TATSUTA feat. FUNKY MONKEY BABYSとして参加。
2. THE FROGMAN SHOW TV SOUNDTRACK （2006年6月21日、MUCD-1142）
  - 「GO! GO! ライダー」収録
3. いっしょに歌お!CBCラジオ 今月の歌セレクション Vol.4 （2007年5月16日、HIOWC-1036）
  - 中部地区サークルKサンクス限定販売
  - 「恋の片道切符」収録
4. ぼくらの八王子 （2009年11月7日発表、2010年6月30日発売）
  - 谷口國博、本田洋一郎より依頼を受け、作詞を担当した。2009年11月7日に発表され、2010年6月30日より八王子市役所ほかにて800枚限定で販売された[21]。その後、市民やファンからの大きな反響を受け、新たに1万枚が追加販売されることになった[22]。
5. 鷹フェス 〜秘密結社 鷹の爪 10th Anniversary Best〜 (2016年8月24日)
  - Disc 1の2曲目に「GO!GO!ライダー」が収録。

## 出演・掲載

### NHK紅白歌合戦出演歴
| 年度/放送回               | 回 | 曲目             |
| ------------------------- | -- | ---------------- |
| 2009年（平成21年）/第60回 | 初 | ヒーロー         |
| 2010年（平成22年）/第61回 | 2  | あとひとつ       |
| 2011年（平成23年）/第62回 | 3  | それでも信じてる |
| 2012年（平成24年）/第63回 | 4  | サヨナラじゃない |

### バラエティ番組
- 恋愛百景（テレビ朝日） 第102話・同郷の高部あいと高尾山デート

### 雑誌
- PATiPATi「猿山学園中等部」
- CDでーた「FUNKY MONKEY BABYSのお洒落ど・ろ・ぼ・う（はーと）」
- WHAT's IN?
- V.A.（TSUTAYAのフリーマガジン）「DJケミカル全国TSUTAYAの旅」

### ラジオ
- CBCラジオ ハイパーナイト「FUNKY MONKEY BABYSの猿山学園中等部」（ファンキー加藤のみ）

### その他
- 京王八王子SC「K-8」館内放送（2010年4月29日 - 5月16日）[23]

## 書籍
- そのまんまファンキーモンキーベイビーズ（2008年1月24日、角川・エス・エス・コミュニケーションズ）ISBN 4-8275-3083-1
- ぼくはサンタクロース《ひとときの奇跡》（2008年11月18日、講談社）ISBN 4-0621-5177-4
- SARUBON（2012年7月10日、エムオン・エンタテインメント）ISBN 4-7897-3531-1

## タイアップ
| 曲名                   | タイアップ                                                                           |
| FUNKY MONKEY BABYS     | FUNKY MONKEY BABYS                                                                   |
| ---------------------- | ------------------------------------------------------------------------------------ |
| GO! GO! ライダー       | テレビ朝日系アニメ『THE FROGMAN SHOW』オープニングテーマ                             |
| Lovin' Life            | 毎日放送『Hz』エンディングテーマ                                                     |
| Lovin' Life            | エムアップ「アーティスト公式サウンド」CMソング                                       |
| Lovin' Life            | 岩手めんこいテレビ『BEATNIKS』オープニングテーマ                                     |
| ちっぽけな勇気         | 日本テレビ系『音楽戦士 MUSIC FIGHTER』5月度オープニングテーマ                        |
| ちっぽけな勇気         | ギャガ配給映画『ぼくたちと駐在さんの700日戦争』主題歌                                |
| もう君がいない         | MLJ「アーティスト公式サウンド」TV-CMソング                                           |
| モーニングショット     | ネクソンジャパン「ダンシングパラダイス」TV-CMソング                                  |
| 大丈夫だよ             | 日本テレビ系ドラマ『24時間あたためますか?〜疾風怒涛コンビニ伝〜』エンディングテーマ  |
| 旅立ち                 | ギャガ配給映画『ぼくたちと駐在さんの700日戦争』主題歌                                |
| 希望の唄               | 東映配給映画『ラブファイト』主題歌                                                   |
| 風                     | フジテレビ系『めざましどようび』テーマソング                                         |
| ヒーロー               | 日本テレビ系『ズームイン!!SUPER』『ズームイン!!サタデー』2009年秋のお天気テーマ      |
| ぼくはサンタクロース   | 日本テレビ系『ズームイン!!SUPER』『ズームイン!!サタデー』2009年クリスマステーマ      |
| 明日へ                 | 日本テレビ系『第88回全国高等学校サッカー選手権大会』応援歌                           |
| 涙                     | ユーキャン 2010年度CMソング                                                          |
| 夢                     | ユーキャン 2010年度CMソング                                                          |
| 大切                   | ワーナー・ブラザース配給映画『書道ガールズ!! わたしたちの甲子園』主題歌              |
| あとひとつ             | ABCテレビ・BS朝日・スカイ・Aスポーツプラス『第92回全国高等学校野球選手権大会』応援歌 |
| アワービート           | ロッテ「BLACK BLACK」CMソング                                                        |
| それでも信じてる       | テレビ朝日系ドラマ『アスコーマーチ〜明日香工業高校物語〜』主題歌                     |
| ラブレター             | 資生堂「SEA BREEZE」CMソング                                                         |
| LOVE SONG              | 「よみうりランドジェルミネーション」キャンペーンソング                               |
| 愛の歌                 | 「めざまし×ファンモン ソングエイド」応援ソング                                       |
| 笑って笑って           | 「モンテローザ宴会キャンペーン」（Billion Smiles!）キャンペーンソング                |
| 悲しみなんて笑い飛ばせ | 日産自動車「セレナ」CMソング                                                         |
| 空                     | 東京新聞 CMソング                                                                    |
| この世界に生まれたわけ | フジテレビ系ドラマ『早海さんと呼ばれる日』主題歌                                     |
| LIFE IS A PARTY        | 日本テレビ系『スッキリ!!』2012年8月度エンディングテーマ                              |
| サヨナラじゃない       | ショウゲート配給映画『ボクたちの交換日記』主題歌                                     |
| 幸せを抱きしめよう     | LIXIL住宅研究所 アイフルホーム CMソング                                              |
| 走りだそう             | フジテレビ ｢富士山女子駅伝｣ テーマソング                                             |
| ありがとう             | 毎日放送・GAORA『第85回記念選抜高等学校野球大会』応援歌                              |
| ありがとう             | 日本テレビ系『赤丸!スクープ甲子園』主題歌                                            |